# Aguas Buenas (Guanajuato)
Aguas Buenas es una localidad del estado mexicano de Guanajuato. Es parte del municipio de Silao de la Victoria.

## Demografía
| Gráfica de evolución demográfica |
|                                  |

| Censo | Población |
| ----- | --------- |
| 1940  | 21        |
| 1950  | 121       |
| 1960  | 351       |
| 1970  | 520       |
| 1980  | 554       |
| 1990  | 694       |
| 2000  | 661       |
| 2010  | 1 025     |
| 2020  | 1 298     |